# Devara Gollahalli, Hosakote
Devara Gollahalli là một làng thuộc tehsil Hosakote, huyện Bangalore Rural, bang Karnataka, Ấn Độ.